# 周宇
周宇（？—）女，湖北省武汉市人，中华人民共和国外交部官员，中共十九大代表。

## 生平
周宇1995年自武汉外国语学校毕业，保送到北京外国语大学英文专业学习。1999年毕业，同年通过中华人民共和国外交部考试，成为中华人民共和国外交部译员。2002年左右，APEC议题火热，外交部和南开大学合作开办了在职“世界经济研究生班”，周宇报名参加，取得了南开大学经济学硕士学位。后来她公派美国约翰霍普金斯大学攻读硕士学位，选择了国际金融方向课程，毕业时获评为全美优秀毕业生。2007年周宇学成归国。2008年国际金融危机爆发，G20升级为峰会，中美间应对金融危机的合作交流不断增多，周宇成为中国许多经济金融外交活动优先选择的翻译人选。后来，周宇报考中国社会科学院金融学专业的博士，以专业全国第一的总分获得录取，研究方向是全球经济治理。读博期间，她升任外交部翻译司英文处处长。2015年，周宇毕业取得金融学博士学位。她是外交部翻译司英文处参赞兼处长。
中共十八大至中共十九大之间，周宇完成了习近平访问美国、英国、联合国总部、欧盟总部等将近40个国家和国际组织，出席G20峰会、亚太经合组织领导人非正式会议等20多起国际会议的翻译任务。2013年至2017年，她承担了习近平接待来访的各国元首和重要外宾160余场会谈会见的翻译工作。周宇率领外交部翻译司英文处与翻译司其他人员共同完成了2014年上海亚信峰会、北京亚太经合组织领导人非正式会议、2015年博鳌亚洲论坛年会、2016年G20杭州峰会、2017年厦门金砖国家领导人会晤等全部中国重要主场外交活动的翻译工作，同时她还率领外交部翻译司英文处完成了应对南海仲裁案、联合国安理会改革等热点问题的翻译工作。
2017年她当选中共十九大代表，2017年10月24日在人民大会堂一楼中央大厅北侧举办的中共十九大“党代表通道”第三场采访活动中作为中共十九大代表回答了中外记者提问。2017年4月她担任习近平与美国总统特朗普海湖庄园会晤时的翻译。2017年11月她担任特朗普总统来北京进行国事访问同习近平会晤时的翻译。